# 安良岡章夫
安良岡 章夫（やすらおか あきお、1958年1月13日 - ）は、日本の作曲家。東京芸術大学音楽学部教授、21世紀音楽の会のメンバーでもある。
東京生まれ。作曲を野田暉行と三善晃に師事し、東京都立富士高等学校を経て、1984年に東京藝術大学大学院音楽研究科修士課程作曲専攻を修了する。1980年に第49回日本音楽コンクール作曲部門において第一位を受賞し、1982年には「交響曲」が日本交響楽振興財団第5回作曲賞を受賞するなど、数々の受賞歴がある。また、1985年に若手演奏家及び作曲家からなるアール・レスピランを結成、1994年に第12回中島健蔵音楽賞を受賞し、以後多彩な作曲活動を展開している。

## 主要作品（上記以外）
- クラリネット・チェロ・ピアノのためのカプリチオ（1981年）
- 5人の打楽器奏者のための "インターアクション"（1989年）
- 協奏的変容～ヴァイオリン、チェロとオーケストラのための（1991年）（第17回民音現代音楽祭の委嘱作品）
- 合奏協奏曲第1番 "アニマトーリ"（1993年）（北区文化振興財団の委嘱作品）
- ディスカントゥス～ソプラノ、ヴァイオリン、チェロ、ピアノのための（1994年）
- アンティフォン～25の独奏弦楽器のための（1996年）
- ヴィオラとオーケストラのための"ポリフォニア"（1996年）
- ポリフォニア（1999年）
- 独奏ハープのためのジェスト（2000年）
- ヴァイオリンとピアノのためのコンフルエンツァ（2004年）